# Adjohoun
Adjohoun es una comuna beninesa perteneciente al departamento de Ouémé.
En 2013 tiene 75 323 habitantes, de los cuales 10 423 viven en el arrondissement de Adjohoun.
Se ubica a orillas del río Ouémé junto a la carretera RN4, unos 30 km al noroeste de Porto Novo.

## Subdivisiones
Comprende los siguientes arrondissements:
- Adjohoun
- Akpadanou
- Awonou
- Azowlissè
- Dèmè
- Gangban
- Kodè
- Togbota